# Kings Beach
Kings Beach é uma Região censo-designada localizada no estado americano da Califórnia, no Condado de Placer.

## Demografia
Segundo o censo americano de 2000, a sua população era de 4037 habitantes.

## Geografia
De acordo com o United States Census Bureau tem uma área de 8,9 km², dos quais 8,9 km² cobertos por terra e 0,0 km² cobertos por água. Kings Beach localiza-se a aproximadamente 1976 m acima do nível do mar.

## Localidades na vizinhança
O diagrama seguinte representa as localidades num raio de 32 km ao redor de Kings Beach.